# Works Volume 1
Works Volume 1 är det femte studioalbumet av den progressiva rockgruppen Emerson, Lake & Palmer, utgivet 17 mars 1977.

## Låtlista
Sida ettKeith Emerson
1. "Piano Concerto No. 1" (Keith Emerson) - 18:18
  - First Movement: Allegro giojoso
  - Second Movement: Andante molto cantabile
  - Third Movement: Toccata con fuoco

Sida tvåGreg Lake
1. "Lend Your Love to Me Tonight" (Greg Lake, Peter Sinfield) - 4:01
2. "C'est la Vie" (Lake, Sinfield) - 4:16
3. "Hallowed Be Thy Name" (Lake, Sinfield) - 4:35
4. "Nobody Loves You Like I Do" (Lake, Sinfield) - 3:56
5. "Closer to Believing" (Lake, Sinfield) - 5:33

Sida treCarl Palmer
1. "The Enemy God Dances with the Black Spirits" (Sergej Prokofjev, arr. Emerson, Lake, Carl Palmer) - 3:20
2. "L.A. Nights" (Palmer) - 5:42
3. "New Orleans" (Palmer) - 2:45
4. "Two Part Invention in D Minor" (J. S. Bach, arr. Palmer) - 1:54
5. "Food for Your Soul" (Palmer/Harry South) - 3:57
6. "Tank" (Emerson, Lake) - 5:08

Sida fyraEmerson, Lake & Palmer
1. "Fanfare for the Common Man" (Aaron Copland, arr. Emerson, Lake, Palmer) - 9:40
2. "Pirates" (Emerson, Lake, Sinfield) - 13:18